# لاکی مک‌کی
لاکی مک‌کی (انگلیسی: Lucky McKee؛ زادهٔ ۱ نوامبر ۱۹۷۵) یک کارگردان، و فیلم‌نامه‌نویس اهل ایالات متحده آمریکا است.
از آثار او می‌توان به فیلم‌های می (۲۰۰۲)، وحشت در بیشه (۲۰۰۶)، سرخ (۲۰۰۸)، زن (۲۰۱۱)، همه تشویق کننده‌ها می‌میرند (۲۰۱۳)، خون‌بها (۲۰۱۷)، ارواح خویشاوند (۲۰۱۹) و پیرمرد (۲۰۲۲) اشاره کرد.